# Ogle (azienda)
La Ogle era una piccola Casa automobilistica britannica attiva tra il 1959 ed il 1962, basata a Letchworth nel Hertfordshire.

## Storia
David Ogle, stimato designer di automobili, decise, nel 1959, di mettersi in proprio e costruire autovetture complete, basate su disegni propri e meccanica BMC e Daimler.
Il primo modello Ogle fu la 1.5 (1959), una coupé su pianale Mini e motore BMC di 1,5 litri (nella configurazione adottata dalla Riley).
Nel 1962 vennero lanciati due nuovi modelli: la SX1000 (con meccanica Mini) e l'importante SX250, un'elegante coupé a 3 volumi su base Daimler SP250 Dart.
Lo stesso anno David Ogle rimase ucciso in un incidente stradale, mentre collaudava una SX1000.
Con la morte del fondatore l'azienda chiuse i battenti come casa costruttrice, restando attiva nel settore del design. Il progetto della SX250 fu tuttavia rilevato dalla Reliant per produrre la Scimitar. In tutto sono state assemblate 76 Ogle.

## Modelli prodotti

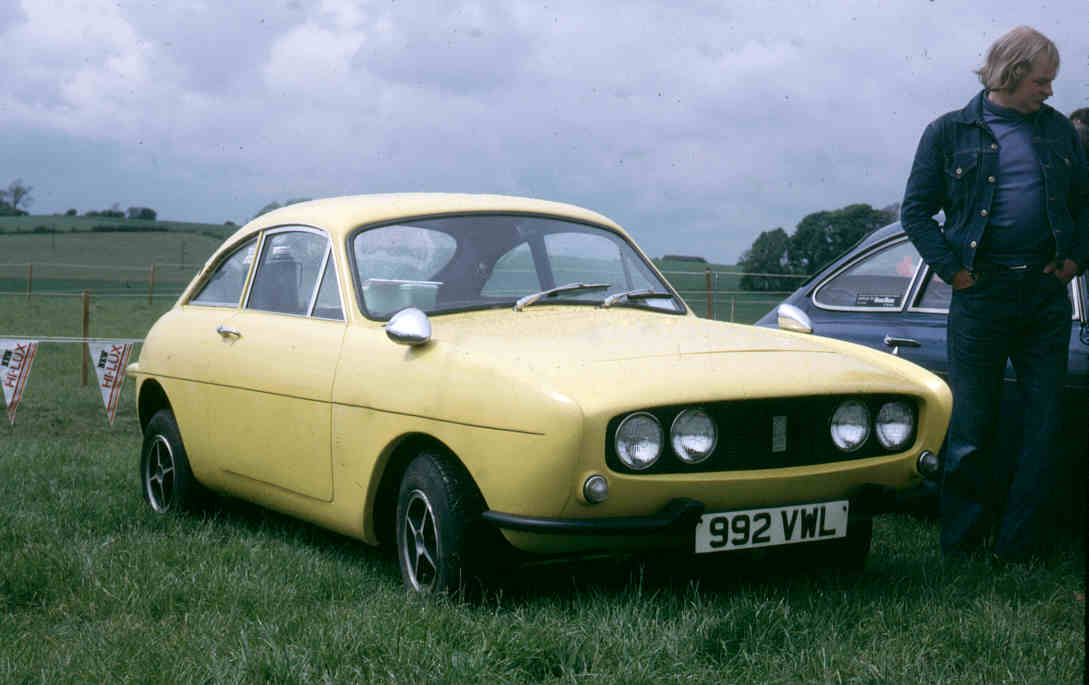
Una Ogle SX1000

- Ogle 1.5 (1959-62: 8 esemplari)
- Ogle SX1000 (1962: 66 esemplari)
- Ogle SX250 (1962: 2 esemplari)